# Solkraft
Solkraft er omdannelsen af sollys til elektricitet. Det kan ske på flere måder, de mest almindelige er enten direkte ved fotovoltaik (PV), eller indirekte ved koncentreret solkraft (CSP), eller ved at spalte vand og producere hydrogenbrændstof gennem teknikker i kunstig fotosyntese. Koncentreret solkraft bruger linser eller spejle og solfangersystemer til at samle sollyset fra en stor flade til en smal stråle. Fotovoltaik omdanner lys til elektrictet ved fotovoltaisk effekt.
For eksempel findes de 97 MW store Sarnia Fotovoltaikkraftværk i Canada og Solarpark Finsterwalde (80.7 MW) i Tyskland. I Danmark bygges solkraftværker på flere GigaWatt tilsammen, hvoraf nogle bygges uden støtte. Elnettet skal nogle steder ombygges for at klare de ændrede forhold.
Kommercielle solkraftværker med koncentreret solkraft-teknologi(CSP) blev først udviklet i 1980'erne og det 354 MW store SEGS -solkraftværk i den californiske Mojaveørken er verdens største solkraftværk.  Andre store solkraftværker med CSP-teknologi er Solnova Solkraftværk (150 MW) og Andasol Solkraftværk (100 MW) begge i Spanien. 

## Eksperimentel solkraft
Koncentreret Fotovoltaik (CPV)-anlæg (almindelige solceller) benytter sig af sollys koncentreret på fotovoltaik'ske overflader til elektricitetsfremstilling. Forskellige koncentrationer af sollys benyttes ofte i forbindelse med en sol-tracker, for at centrere sollyset på solcellerne, når solen flytter sig på himlen.
Termoelektricitet eller "termovoltaik" enheder omdanner en temperaturforskel mellem forskelligartede materialer til elektrisk jævnstrøm. Metoden blev første gang foreslået til lagring af solenergi af iværksætteren Mouchout i 1800-tallet. Termoelektricitet genkom i Sovjetunionen i 1930'erne. Termogeneratorer blev senere benyttet i det amerikanske rumprogram som energilagring på lange rummissioner som Cassini, Galileo og Viking programmet. Forskning på dette område er fokuseret på at øge effektiviteten af disse enheder fra 7–8% til 15–20%.
Rumbaseret solkraft (SBSP: Space-based solar power) er på et teoretisk stadie for udnyttelse af solkraft i rummet, for at det kan benyttes på jorden. SBSP er forskellig fra almindelige metoder på den måde, at solpanelerne, der bruges til opsamling af energi, sidder på en satellit. I den rumbaserede solkraft er solenergien uanfægtet af dag-natcyklus, vejr, årstider eller jordens atmosfæriske gasser. Den i gennemsnit opnåelige energimængde er 10 gange så stor som på jordens overflade.